# Pygeretmus platyurus
Pygeretmus platyurus е вид бозайник от семейство Тушканчикови (Dipodidae).

## Разпространение
Видът е разпространен в Казахстан и Туркменистан.